# Васил Пандурски
Васил Иванов Пандурски е български църковен археолог и изкуствовед.

## Биография
Роден е на 24 юни 1912 г. Завършва богословие в Софийския университет (1932) и получава докторска степен в Марбургския университет (1945). Той е преподавател в Софийската духовна семинария (1945 – 1946), асистент (1946 – 1954), доцент (1954 – 1959) и професор (1960 – 1985) по литургика, църковна археология и християнско изкуство в Богословския факултет на Софийския университет (от 1950 г. – Духовна академия), директор на Църковния историко-археологически музей в София (1959 – 1981).
Умира на 18 ноември 1985 г.